# جولای سیاه مکسول
جولای سیاه مکسول (نام علمی: Ploceus albinucha) نام یک گونه از سرده جولاها است.